# Age of the Joker
Age of the Joker to dziewiąty studyjny album niemieckiej powermetalowej grupy Edguy. Ukazał się 26 sierpnia 2011 nakładem Nuclear Blast.

## Lista utworów
1. "Robin Hood"
2. "Nobody's Hero"
3. "Rock of Cashel"
4. "Pandora's Box"
5. "Breathe"
6. "Two Out of Seven"
7. "Faces in the Darkness"
8. "The Arcane Guild"
9. "Fire on the Downline"
10. "Behind the Gates to Midnight World"
11. "Every Night Without you"

## Utwory w ekskluzywnej edycji
1. God Fallen Silent
2. Aleister Crowley Memorial Boogie
3. Cum On Feel the Noize (Slade cover song)
4. Standing In The Rain
5. Robin Hood (single version)
6. Two Out Of Seven (single version)

## Twórcy
- Tobias Sammet – wokal
- Jens Ludwig – gitara
- Dirk Sauer – gitara
- Tobias Exxel – gitara basowa
- Felix Bohnke – perkusja